# Live Evil (album de Black Sabbath)
Pour les articles homonymes, voir Live Evil.
Albums de Black Sabbath
Mob Rules
(1981) Born Again
(1983)
Live Evil est le deuxième album live de Black Sabbath sorti fin 1982.
Enregistré durant la tournée mondiale de promotion de l'album Mob Rules, il s'agit du premier album live officiel du groupe. Le chanteur Ronnie James Dio quitte le groupe peu après.

## Titres

### Face 1
1. E5150 (Dio, Iommi, Butler) – 2:21
2. Neon Knights (Dio, Iommi, Butler, Ward) – 4:36
3. N.I.B. (Osbourne, Iommi, Butler, Ward) – 5:09
4. Children of the Sea (Dio, Iommi, Butler, Ward) – 6:05
5. Voodoo (Dio, Butler, Iommi) – 6:07

### Face 2
1. Black Sabbath (Osbourne, Iommi, Butler, Ward) – 8:39
2. War Pigs (Osbourne, Iommi, Butler, Ward) – 9:19
3. Iron Man (Osbourne, Iommi, Butler, Ward) – 7:29

### Face 3
1. The Mob Rules (Dio, Iommi, Butler) – 4:10
2. Heaven and Hell (Dio, Iommi, Butler, Ward) – 12:04

### Face 4
1. The Sign of the Southern Cross/Heaven and Hell (Continued) (Dio, Butler, Iommi, Ward) – 7:15
2. Paranoid (Osbourne, Iommi, Butler, Ward) – 3:46
3. Children of the Grave (Osbourne, Iommi, Butler, Ward) – 5:25
4. Fluff (Butler, Iommi, Osbourne, Ward) – 0:59

## Musiciens
- Ronnie James Dio : chant
- Tony Iommi : guitare
- Geezer Butler : basse
- Vinny Appice : batterie
- Geoff Nicholls : claviers